# Martin Mosebach
Martin Mosebach, född 31 juli 1951 i Frankfurt am Main, är en tysk författare. Han har skrivit romaner, pjäser, operalibretton, reportage, essäer, noveller och filmmanus. Mosebach växte upp i ett hem med en poesiintresserad far. Han studerade juridik och skrev under studietiden noveller för att underhålla sina vänner. Genom ett litteraturpris blev han upptäckt och romandebuterade 1983 med Das Bett ("sängen"), som föranledde jämförelser med Thomas Mann och Robert Musil. Han följde upp debuten med Ruppertshain (1985) och den 800 sidor långa Westend (1992), som även de togs emot väl av kritiker. År 2000 fick han ett kommersiellt genombrott med romanen Eine lange Nacht ("en lång natt"), som handlar om en avhoppad juridikstudent i Frankfurt.
Mosebach har bland annat tilldelats Kleistpriset (2002) och Georg Büchner-priset (2007). För 2014-15 erhöll han det tyska arbetsstipendiet Villa Massimo. Han är katolik och förespråkar den tridentinska riten, bland annat i sin bok Häresie der Formlosigkeit ("formlöshetens kätteri") från 2007.

## Utgivet i urval
- Das Bett. Roman. Hamburg 1983.
- Ruppertshain. Roman. Hamburg 1985.
- Westend. Roman. Hamburg 1992.
- Die Türkin. Roman. Berlin 1999.
- Eine lange Nacht. Roman. Berlin 2000.
- Der Nebelfürst. Roman. Frankfurt/Main 2001.
- Das Beben. Roman. Hanser, München 2005.
- Häresie der Formlosigkeit. Debattbok. Hanser, München 2007.
- Der Mond und das Mädchen. Roman. Hanser, München 2007.
- Was davor geschah. Roman. Hanser, München 2010.
- Mogador. Roman. Rowohlt. Hamburg 2016.